# Елиан Тактик
Вижте пояснителната страница за други личности с името Елиан.
Елиан Тактик (на гръцки: Αιλιανός ο Τακτικός; на латински: Aelianus Tacticus; * 1 век; † 2 век) e древен гръцки военен писател.
Елиан пише по времето на император Траян (98–117) в Рим произведението „Тактиката при гърците“ (Περί Στρατηγικών Τάξεων Ελληνικών), (Τακτικά, Tactica, De instruendis aciebus).